# Sphodros rufipes
Sphodros rufipes este un păianjen mygalomorph pe cale de dispariție. Numele speciei Rufipes înseamnă "picior roșu". 

## Descriere
Corpul, chelicerele și pedipalpii sunt de culoare neagră. Membrele locomotoare sunt negre numai la femele, membrele masculilor au o culoare portocaliu sau roșie. Femelele ajung să crească până la lungimea de 25 mm. 

## Comportament

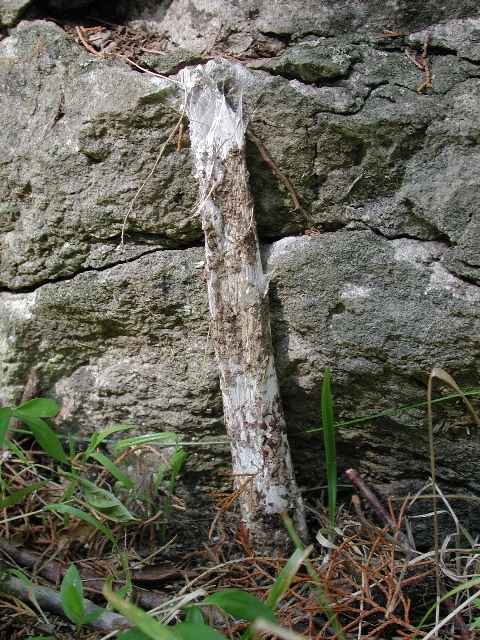
Tubul din mǎtase

Shorodos rufipes are o metodă specifică de a vâna. El țese o plasă în formă de tub sprijinită de tulpina unui copac, stâncă etc. Opt centimetri din înâlțimea tubului se află în pământ, iar restul 20 deasupra. Păianjenul se urcă pe pereții interni ai tubului și așteaptă prada. Când victima se apropie de tub, păianjenul străpunge pereții tubului, apucă prada cu chelicerele și o aduce în interior. Ei rareori părăsesc vizuina lor, pentru împerechere de exemplu. 

## Răspândire
Sphodros rufipes locuiește în SUA, în statele: Indiana, Missuri și New Jersey .